# Il vaut mieux pas
Il vaut mieux pas (titre original : Let's Not) est une micronouvelle de science-fiction d'Isaac Asimov parue aux États-Unis en 1955 dans l'anthologie All About The Future de Martin Greenberg, et publiée en France dans le recueil Flûte, flûte et flûtes !.
Isaac Asimov écrivit d'abord ce texte gratuitement pour son école, puis il le donna à Greenberg sans s'attendre à être payé (il en reçut dix dollars).

## Résumé
Le professeur Charles Kittredge, physicien, trouve son collègue chimiste Heber Vandermeer au bord du désespoir. Il faut dire qu'ils sont confinés dans un abri souterrain après la guerre atomique. Heber va craquer, mais Charles lui fait valoir qu'ils ont encore un savant à former (Jones) ; s'ils tiennent tous les trois, les cent survivants de l'abri pourront se perpétuer, rebâtir une culture, et un jour repeupler la Terre. Heber se rend à ses arguments, sans grand espoir.
Charles laisse Heber, mais lui-même aurait bien besoin de se remonter le moral : par exemple, il voudrait monter en surface, contempler dans le ciel la petite lueur de la Terre dévastée. Ce n'est qu'alors qu'on comprend qu'ils ont fui pour Mars.